# جامعة الشهيد المدني
جامعة الشهيد مدني او جامعة أذربيجان الشهيد المدني (بالفارسية :دانشگاه شهید مدنی آذربایجان، دانوشغاه) وهي جامعة حكومية تأسست في عام 1978 تقع في دولة ايران في محافضة تبريز في أذربايجان الشرقية توفر الجامعة دراسة البكالوريوس وكذلك برنامج دراسة الدراسات العليا .